# Friesacher AC
Der Friesacher AC/Hirter Pils, ist ein Fußballverein aus der Kärntner Stadt Friesach. Der Verein gehört dem Kärntner Fußballverband (KFV) an und spielt seit der Saison 2013/14 in der 1. Klasse C, der sechsthöchsten Spielklasse.

## Geschichte
Der Friesacher AC wurde 1934 gegründet. Friesach stieg 1984 in die Kärntner Liga auf, die höchste Spielklasse des Bundeslandes. In der Saison 1988/89 nahm der FAC erstmals am ÖFB-Cup teil, schied jedoch bereits in der ersten Runde gegen den Regionalligisten SC Pinkafeld aus. Auch in der darauffolgenden Spielzeit war man wieder im Cup vertreten, diesmal unterlag man in der ersten Runde dem Zweitligisten LASK.
Nach einer Spielzeit ohne Cupteilnahme qualifizierte sich Friesach 1991/92 wieder, jedoch war man gegen den Erstdivisionär SK Sturm Graz in der ersten Runde ohne Chance. Nach erneut einer Spielzeit Pause qualifizierte sich der Verein 1993/94 nach einem Vorrundensieg gegen den Villacher SV wieder für den Pokal. Diesmal traf man auf den steirischen Landesligisten TSV Hartberg, dem man mit 2:1 knapp unterlag. In der Saison 1994/95 besiegte man in der Vorrunde den SV Lendorf, unterlag aber wie schon in der Vorsaison in der ersten Runde Hartberg, diesmal mit 4:1 jedoch relativ deutlich. Dies sollte bis heute die letzte Cupteilnahme bleiben.
2002 stieg Friesach nach 18 Spielzeiten in der Landesliga wieder in die fünftklassige Unterliga ab, kurz darauf folgte auch der Gang in die sechstklassige 1. Klasse. In der Saison 2008/09 wurde der FAC mit fünf Punkten Vorsprung auf die WSG Wietersdorf Meister der Gruppe C und stieg somit wieder in die Unterliga auf. In dieser wurde man in der Saison 2009/10 allerdings nur Vorletzter und musste somit direkt wieder den Gang in die 1. Klasse antreten. Nach dem Wiederabstieg folgte 2010/11 allerdings prompt wieder der Meistertitel in der Gruppe C, diesmal hatte man zehn Punkte Vorsprung auf den Vizemeister ASKÖ Wölfnitz. In der Saison 2011/12 gelang den Friesachern als Zwölfter der Klassenerhalt in der Unterliga. Die Saison 2012/13 beendete der Verein allerdings als Letzter, wodurch man nach zwei Jahren wieder in die 1. Klasse abstieg, in der man seither spielt.
In der Saison 2019/20 sah es zur Winterpause relativ gut aus mit einem Aufstieg in die Unterliga, ehe die Saison aufgrund der COVID-19-Pandemie abgebrochen wurde. Friesach befand sich zum Zeitpunkt des Abbruchs auf dem ersten Rang.